# Pagergunung (Ngablak)
Pagergunung is een bestuurslaag in het regentschap Magelang van de provincie Midden-Java, Indonesië. Pagergunung telt 1958 inwoners (volkstelling 2010).